# 拓荒者日 (加利福尼亞州)
拓荒者日（英語：Pioneer Days）是每年在美國加州奇科舉辦的民間活動的一個歷史名稱，日期為五月第一個星期六。在1917年，第一個節日遊行在奇科的鬧區舉行，而這個傳統亦慢慢地成為社區的文化遺產。1987年，《花花公子》雜誌稱該地位美國「第一名派對學府」。